# Cavumhyperplasie
Cavumhyperplasie beschreibt eine vergrößerte und vertiefte vor dem Gehörgangseingang liegende schüsselförmige Vertiefung des Ohres, in der Fachsprache Cavum conchae genannt. Sie führt zu einem Abstehen des unteren und mittleren Anteils der Ohrmuschel und kann im Rahmen einer Ohranlegeoperation (Otopexie) verkleinert werden.